# 景王 (周)
景王（けいおう、? - 紀元前520年）は、中国の春秋時代の周の王。姓は姫、名は貴。

## 生涯
周の霊王の子として生まれた。紀元前545年11月、霊王が死去すると、景王は即位した。紀元前541年、景王は劉定公を派遣して趙武（趙文子）を潁でねぎらわせた。紀元前533年、景王は賓滑を派遣して甘の大夫襄を逮捕した。紀元前531年、景王は単成公を厥憖の会に派遣し、晋の韓起（韓宣子）と会合させた。
紀元前527年、景王の太子の寿が死去した。紀元前521年、景王は無射という大鐘を鋳造した。
景王は王子朝とその傅役の賓孟を気に入っており、景王と賓孟は王子朝を太子に立てようとしたが、劉献公の庶子の劉文公が賓孟を憎み、これに反対していた。紀元前520年4月、景王が単穆公と劉献公を殺害しようと計画していたところ、心臓の病のため栄錡氏の邸で死去した。3日後に劉献公が死去し、劉文公が後を嗣いだ。単穆公と劉文公は悼王を擁立した。6月の景王の葬儀のときに王子朝は反乱を起こすこととなった。